# Teresa Josa de Riu
Teresa Josa de Riu (les Borges Blanques, 27 de febrer de 1960) és una política lleidatana, diputada al Parlament de Catalunya en la VII Legislatura.
És diplomada en relacions laborals i des de 1984 treballa com a funcionària a l'àrea de recursos humans de la Diputació de Lleida. Militant del PSC-PSOE des de 1984, des de 1991 assessora del grup municipal socialista a la paeria de Lleida. Ha estat secretària d'organització del PSC a les Terres de Lleida, membre de la comissió executiva federal de Lleida i del consell nacional del PSC.
Va dirigir la campanya electoral del PSC a les eleccions municipals de 2003 a Lleida i en 2005 substituí en el seu escó Jordi Carbonell i Sebarroja, escollit a les eleccions al Parlament de Catalunya de 2006.